# عدد كسري

أرباع الدائرة

في الرياضيات، عدد مُنْطَق أو عدد نسبي (بالإنجليزية: Rational number)‏ هو أي عدد يمكن صياغته على شكل نسبة بين عددين صحيحين إلى بعضهما وعادة ما تكتب بالشكل: أب أو ab وتدعى كسرا، حيث ب لا تساوي الصفر. يُدعى أ أو a البسط أو الصورة، ويُدعى ب أو b المخرج أو المقام.
يرمز إلى مجموعة الأعداد الكسرية بالرمز {\displaystyle \mathbb {Q} }،
 وأول من استخدم هذا الترميز هو عالم الرياضيات الإيطالي جوزيبه بيانو، أتى هذا الرمز من الحرف الأول للكلمة الإيطالية "quoziente" التي تعني «حاصل قسمة».
للعدد الكسري صور كثيرة وجميعها متساوية حيث يمكن كتابة أي عدد كسري بعدد غير منته من الأشكال (كنتيجة عن خواص التناسب): {\displaystyle 3/6=2/4=1/2}.
ويعتبر الشكل أبسط ما يكون عندما لا يكون للبسط (الصورة) والمقام (المخرج) أي قواسم مشتركة (في المثال السابق: {\displaystyle 1/2}).
يمكن أيضا التعبير عن أي عدد كسري بشكل كسر عشري. ويكون الكسر العشري الناتج إما دوريا أو غير دوري. فمثلا الكسر 1/2 يساوي 0.5 ككسر عشري، أو الكسر 1/4 هو أيضا كسر عشري منته فهو 0.25. أما الكسر غير المنتهي فيتمثل على سبيل المثال 1/3 حيث أنه دوري ولا ينتهي 0.3333333333 (أي أن الأرقام الموجودة في الكسر العشري تتكرر بشكل دوري: 0.234234234، ومثل 12.363636 ومثل 452.563256325632)(أنظر أسفله).

## أمثلة
إذا كان الكسر العشري دوريا يستخدم رمز الخط العلوي للتعبير عن هذه الأعداد الكسرية الدورية، كالآتي:
| {\displaystyle {\tfrac {1}{3}}}   | {\displaystyle =0{,}{\overline {3}}}                     | {\displaystyle =0{,}33333\dotso }                  | {\displaystyle =\left[0{,}{\overline {01}}\right]_{2}}                                     |
| {\displaystyle {\tfrac {9}{7}}}   | {\displaystyle =1{,}{\overline {285714}}}                | {\displaystyle =1{,}285714\ 285714\dotso }         | {\displaystyle =\left[1{,}{\overline {010}}\right]_{2}}                                    |
| {\displaystyle {\tfrac {1}{2}}}   | {\displaystyle =0{,}5{\overline {0}}}                    | {\displaystyle =0{,}50000\dotso }                  | {\displaystyle =\left[0{,}1{\overline {0}}\right]_{2}}                                     |
| {\displaystyle 1={\tfrac {1}{1}}} | {\displaystyle =1{,}{\overline {0}}=0{,}{\overline {9}}} | {\displaystyle =1{,}00000\dotso =0{,}99999\dotso } | {\displaystyle =\left[1{,}{\overline {0}}\right]_{2}=\left[0{,}{\overline {1}}\right]_{2}} |

الأعداد المكتوبة بين أقواس هي كسور مكتوبة بنظام العد الثنائي؛ وهي الطريقة التي يحسب بها الحاسوب.
ملحوظة: 
!عند كتابة الكسور العشرية بالعربية نستخدم «فاصل» أو «فاصلة» (2,5) وهي طريقة يستخدمها نظام الكسور الألماني، وكذلك النظام الفرنسي، أما في الإنكليزية فهم يستخدمون «النقطة» (2.5).
بالمقابل توجد مجموعة من الأعداد الحقيقية لا تمتلك صفة الدورية هذه في الكسر العشري ولا يمكن التعبير عنها بنسبة عددين صحيحين: وهذه تدعى بالأعداد غير النسبية أو غير الكسرية.

## صفات الأعداد الكسرية
العدد الكسري أو النسبي أو القياسي هو ما يمكن كتابته كسرا اعتياديا أو خارج قسمة عددين صحيحين. وعادة ما تكتب بالشكل: أ / ب أو a/b حيث ب لا تساوي الصفر، ندعو أ أو a الصورة أو البسط، وندعو ب أو b المخرج أو المقام.
يمكن كتابة أي عدد قياسي بعدد غير منته من الأشكال (نتيجة عن خواص التناسب): {\displaystyle 3/6=2/4=1/2}. ويعتبر الشكل أبسط ما يكون عندما لا يكون للبسط (الصورة) والمقام (المخرج) أي قواسم مشتركة (في المثال السابق: {\displaystyle 1/2}).
مجموعة الأعداد القياسية - ويرمز لها بالرمز
{\displaystyle \mathbb {Q} }
- هي مجموعة جزئية من مجموعة الأعداد الحقيقية وتحوي مجموعة الأعداد الصحيحة، أي أن
{\displaystyle \mathbb {Z} \subset \mathbb {Q} \subset \mathbb {R} }
. وتكون مجموعة الأعداد القياسية حقلاً مرتبًا أرشميديًا.
من الحقائق المعروفة أيضًا عن الأعداد القياسية:
- أي عدد قياسي هو عدد جبري (أي حل لمعادلة جبرية معاملاتها أعداد صحيحة).
- أي عدد قياسي له تمثيل عشري منته أو دوري.
- وبالعكس أي عدد له تمثيل عشري منتهٍ أو دوري يكون بالضرورة عددًا قياسيًا.

الأعداد الحقيقية غير القياسية لا تمتلك صفة الدورية في التمثيل العشري ولا يمكن التعبير عنها بنسبة عددين صحيحين: وهذه تدعى بالأعداد غير المنطقة أو غير الكسرية.

## العمليات الحسابية

### التوسيع
يتم توسيع الكسر لكي يتم تسهيل المعادلة المراد حلها وتبسيطها حيث يتم التوسيع كالاتي:
من المعروف أن الضرب بواحد يبقي التعبير كما هو؛ أي أنه لا يغير قيمته. يتم تعريف التوسيع بالشكل الاتي:
{\displaystyle \left({\frac {a}{b}}\right)\times 1=\left({\frac {a}{b}}\right)\left({\frac {c}{c}}\right)=\left({\frac {ac}{bc}}\right)}
مثال على ذلك:
{\displaystyle \left({\frac {1}{2}}\right)=\left({\frac {1}{2}}\right)\left({\frac {3}{3}}\right)=\left({\frac {3}{6}}\right)}

### الاختزال
هو عكس التوسيع. القصد هو أن يتم استبدال عملية الضرب بواحد بعملية القسمة.

### التساوي
يكون عددان كسريان {\displaystyle {\frac {a}{b}}} و{\displaystyle {\frac {c}{d}}} متساويين فقط وفقط إذا كان {\displaystyle ad=bc}.
فإذا كانت a=1
b=2
c=3
d=6
يكون العددان الكسريان متساويين.
أما إذا كانت في هذا المثال d=7
فيكون الكسران غير متساويين.

### الترتيب
إذا كان كلا المقامين موجبا فإن

{\displaystyle {\frac {a}{b}}<{\frac {c}{d}}} إذا وفقط إذا توفر {\displaystyle ad<bc.}
إذا كان كلا المقامين سالبا فإنه ينبغي مسبقا تحويل الكسرين إلى أشكال مكافئة بمقامات موجبة، من خلال المعادلتين:
{\displaystyle {\frac {-a}{-b}}={\frac {a}{b}}}
و
{\displaystyle {\frac {a}{-b}}={\frac {-a}{b}}.}

### الجمع
يتم جمع عددين كسريين كما يلي:
{\displaystyle {\frac {a}{b}}+{\frac {c}{d}}={\frac {ad+bc}{bd}}.}
جرب الطريقة باختيارك أعدادا ل a , b , c, d.
انظر إلى مضاعف مشترك أصغر

### الطرح
يتم طرح الأعداد الكسرية كالآتي:
{\displaystyle {\frac {a}{b}}-{\frac {c}{d}}={\frac {ad-cb}{bd}}}
كما يمكن كتابتها الآتي:
a/b-c/d=(ad-bc)/bd
حيث لا بد من وضع البسط بين قوسين كما هو مبين في هذا المثال.

### الضرب
وتتم عملية الضرب كما يلي:
{\displaystyle {\frac {a}{b}}\cdot {\frac {c}{d}}={\frac {ac}{bd}}.}

### المقلوب
مقلوب العدد الكسري {\displaystyle x} يساوي: {\displaystyle {\frac {1}{x}}}
ومقلوب العدد الكسري {\displaystyle {\frac {a}{b}}} هو: {\displaystyle {\frac {b}{a}}}
ناتج ضرب أي عدد كسري بمقلوبه يساوي الواحد

### الأس
كما يوجد أيضًا المقلوب الجمعي والجدائي في الأعداد الكسرية كما يلي:
{\displaystyle -\left({\frac {a}{b}}\right)={\frac {-a}{b}}={\frac {a}{-b}}\quad {\mbox{and}}\quad \left({\frac {a}{b}}\right)^{-1}={\frac {b}{a}}{\mbox{ if }}a\neq 0.}

## الكسر المصري
كل عدد جذري موجب يمكن أن يكتب على شكل مجموع مقلوب أعداد صحيحة طبيعية مختلفة.
مثال
{\displaystyle {\frac {5}{7}}={\frac {1}{2}}+{\frac {1}{6}}+{\frac {1}{21}}}